# Zhenjiang
Zhenjiang (chinesisch 鎮江市 / 镇江市, Pinyin Zhènjiāng shì) ist eine bezirksfreie Stadt im südwestlichen Teil der Provinz Jiangsu in der Volksrepublik China. Sie liegt an der Stelle, wo der Jangtsekiang den Großen Kanal schneidet. Das Verwaltungsgebiet von Zhenjiang hat eine Fläche von 3.837 km² und 3.210.418 Einwohner (Stand: Zensus 2020). In dem eigentlichen städtischen Siedlungsgebiet von Zhenjiang leben 1.120.000 Menschen (Stand: Ende 2018).

## Administrative Gliederung

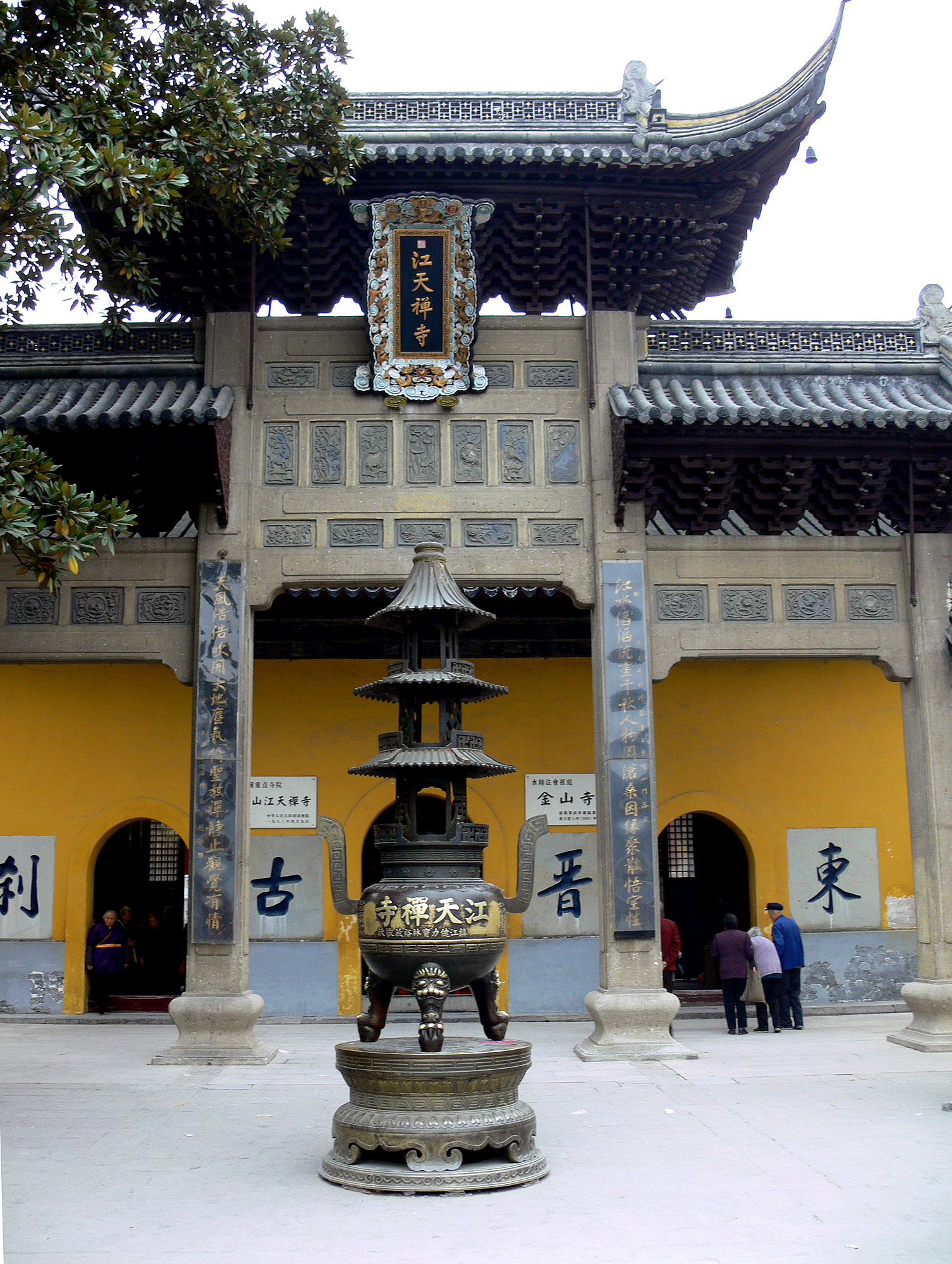
Jinshan-Tempel in Zhenjiang

Auf Kreisebene setzt sich Zhenjiang aus drei Stadtbezirken und drei kreisfreien Städten zusammen. Diese sind:
- Stadtbezirk Jingkou (京口区), 316 km², 601.671 Einwohner, Zentrum, Sitz der Stadtregierung;
- Stadtbezirk Runzhou (润州区), 132 km², 296.453 Einwohner;
- Stadtbezirk Dantu (丹徒区), 611 km², 360.000 Einwohner;
- Stadt Yangzhong (扬中市), 332 km², 300.000 Einwohner;
- Stadt Danyang (丹阳市), 1.023 km², 960.418 Einwohner;
- Stadt Jurong (句容市), 1.385 km², 617.680 Einwohner.

Im Osten des Stadtbezirks Jingkou gibt es seit Juni 1998 eine wirtschaftlich-technische Sonderentwicklungszone mit der Bezeichnung Zhenjiang Xinqu (镇江新区 = „Zhenjiang Neue Zone“), die einer gemeinsamen Verwaltung durch Provinz- und Stadtregierung untersteht. Die „Neue Zone“ ist ca. 82 km² groß und hat rund 80.000 Einwohner. Administrativ setzt sie sich aus zwei Straßenvierteln und vier Großgemeinden zusammen. Diese sind:
- Straßenviertel Dagang (大港街道);
- Straßenviertel Dingmao (丁卯街道);
- Großgemeinde Dagang (大港镇);
- Großgemeinde Dalu (大路镇);
- Großgemeinde Yaoqiao (姚桥镇);
- Großgemeinde Dinggang (丁岗镇).

Im Straßenviertel Dingmao haben sich verstärkt Unternehmen der Solarindustrie angesiedelt, u. a. die SiC Processing aus Hirschau.

## Geschichte
Im 11. Jahrhundert ließ sich der berühmte Shen Kuo hier ein Anwesen bauen. Bis Anfang des 20. Jahrhunderts war Zhenjiang Provinzhauptstadt. Dann wurde der Sitz in das westlich gelegene Nanjing verlegt. Während der Dynastien Ming und Qing war Zhenjiang ein wichtiges Handelszentrum. Zhenjiang ist der Geburtsort von Li Lanqing. Touristisch ist u. a. der Jinshan-Tempel von Bedeutung.

## Kulinarisches
Zhenjiangs bekannteste Spezialität ist der Zhenjiang-Essig. Er ist von schwarzer Farbe und wird durch Reisfermentation hergestellt.

## Partnerstädte
- Brescia, Italien
- Iksan, Südkorea (1998)
- İzmit, Türkei (1996)
- Kurashiki, Japan
- Tsu (Mie), Japan (1984)
- Lac-Mégantic, Kanada (1995)
- Londrina, Brasilien (1997)
- Mannheim, Deutschland (2004)
- Tempe (Arizona), USA (1989)
- Magas, Russland

## Söhne und Töchter der Stadt
- Ding Shisun (1927–2019), Mathematiker und Politiker der Chinesischen Demokratischen Liga
- Li Lanqing (* 1932), kommunistischer Politiker
- Tang Jiaxuan (* 1938), Politiker und von 1998 bis 2003 Außenminister
- Qin Zhijian (* 1976), Tischtennisspieler
- Chen Ling (* 1987), Bogenschützin